# Más madera!
Más Madera! fue una revista de historietas publicada en España en 1986 por Editorial Bruguera. Fue su director Alfonso López.

## Trayectoria editorial
"Más madera!" fue una de las tres revistas que Bruguera sacó en 1986 (las otras fueron "TBO" y ·Monstruos & Co.") después de que el año anterior sus dibujantes históricos hubiesen abandonado la editorial. De esta forma, "Más madera!" fue realizada por el autodenominado Equipo Butifarra.
| Aparición | Números | Título               | Autoría                  | Procedencia |
| --------- | ------- | -------------------- | ------------------------ | ----------- |
| 1986      |         | Lula                 | Frankfurt/L. Largo       |             |
| 1986      |         | Puzzle               | Xavier Roca/Das Pastoras |             |
| 1986      |         | Fuera de juego       | Boixaderas/Sarto         |             |
| 1986      |         | Bidouille y Violette | Hislaire                 |             |